# Copriletto

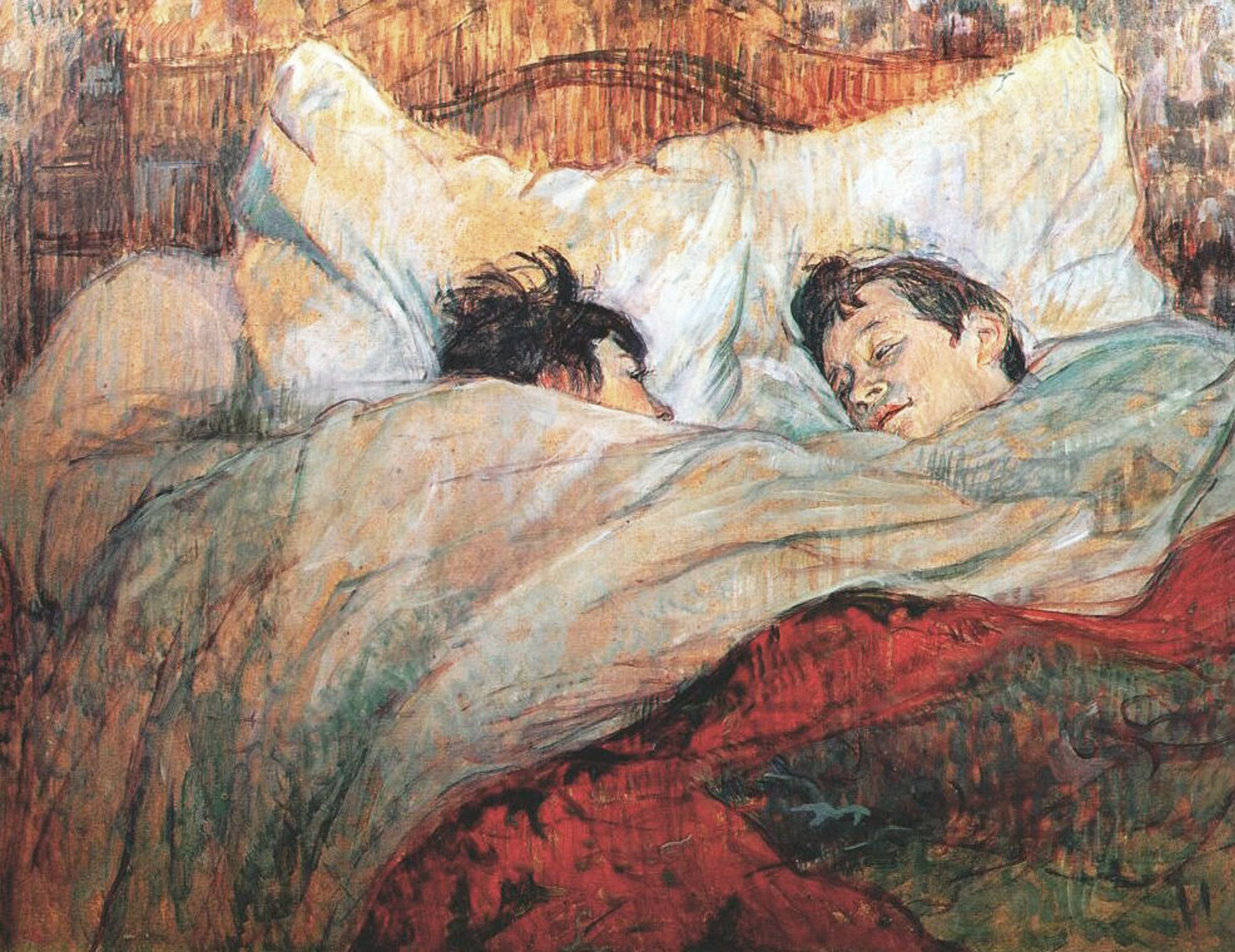

Un copriletto è una coperta, solitamente leggera, che si posa sul letto generalmente a scopo decorativo.

## Descrizione
Anche un piumino o una coperta di lana può essere considerato un copriletto quando viene posto a vista come ultimo elemento sul letto. In questo caso la sua funzione principale è quella di tenere al caldo, mentre dorme, la persona che occupa il letto. Nelle notti particolarmente rigide vengono usate anche delle coperte elettriche, dotate di una resistenza all'interno, che producono calore per controbilanciare la bassa temperatura della stanza da letto. 
Le coperte possono essere utilizzate per usi diversi da quelli per cui sono state realizzate:
- Per stenderle su di un prato:  le coperte possono essere usate durante un picnic stendendole sul prato per evitare di deporre i contenitori delle vivande, le posate ed i piatti, sull'erba bagnata o polverosa.

- Nello spegnimento di un incendio:  una coperta può servire, in casi di emergenza, per lo spegnimento delle fiamme di un incendio, soffocando il fuoco per mancanza dell'ossigeno che lo alimenta.

- Durante i traslochi:  delle coperte vecchie vengono spesso utilizzate per evitare graffi e danneggiamenti a mobili e suppellettili durante i traslochi.

- Per proteggere un cavallo: una coperta viene spesso usata per coprire un cavallo da corsa dopo l'arrivo, per far sì che possa assorbire il sudore relativo allo sforzo sostenuto durante la gara.